# Ommata longipennis
Ommata longipennis är en skalbaggsart som först beskrevs av Fisher 1947.  Ommata longipennis ingår i släktet Ommata och familjen långhorningar. Inga underarter finns listade i Catalogue of Life.